# Jessica Steen
Jessica Steen (Toronto, Ontario; 19 de diciembre de 1965) es una actriz de cine y de televisión canadiense conocida por sus papeles en Heartland, Capitán Poder y los Soldados del Futuro, Homefront, Tierra 2, Armageddon, Left Behind: World at War, NCIS y Flashpoint.

## Vida personal
Jessica Steen nació en Toronto, Ontario y es la hija de la actriz Joanna Noyes y del actor y director Jan Steen. También es de ascendencia neerlandesa y escocesa. 
Aparte de su carrera en el entretenimiento, Steen es una ambientalista y partidaria de los derechos de los animales. Ella apoya a David Suzuki en La Sociedad Mundial para la Protección de los Animales y al Comité desierto del oeste de Canadá entre otros. Ella es un buzo certificado y es experta en varias artes del circo incluyendo zancos, fuego girando y el de tragafuegos.

## Carrera
Steen fue elegida para su primer papel en la serie de televisión canadiense, Los Sunrunners, coprotagonizada junto a su madre. En la película de 1986 de televisión joven otra vez interpretó a Tracy Gordon la hija de un personaje interpretado por Lindsay Wagner. 
En 1987 ella era la única mujer normal en la serie sindicada Capitán Poder y los Soldados del Futuro que duró un año. Por su actuación en el Capitán Poder episodio "Juicio", que fue nominada para el Premio Gemini en la "Mejor Actuación de una Actriz en un papel dramático Continuando" categoría en 1988. En 1989 Steen irrumpió en la gran pantalla con la película musical Sing. 
Mientras que en Toronto, ella obtuvo papeles en la serie canadiense y estadounidense películas hechas para la televisión hasta 1991, cuando decidió trasladarse a la Ciudad de Nueva York. Seis semanas después de llegar allí, ella fue elegida para reemplazar a una actriz que estaba de baja por maternidad en la telenovela Amar. Su interpretación de Patricia Alden Sowolsky Hartman McKenzie llamó la atención del departamento de casting de la ABC y la llevó a ser elegida para la serie Homefront. Situado en la pequeña ciudad de Cleveland suburbio inmediatamente después de la Segunda Guerra Mundial, Homefront fue aclamado por la crítica por su escritura, elenco, y puntos de vista históricos. La serie duró dos temporadas. 

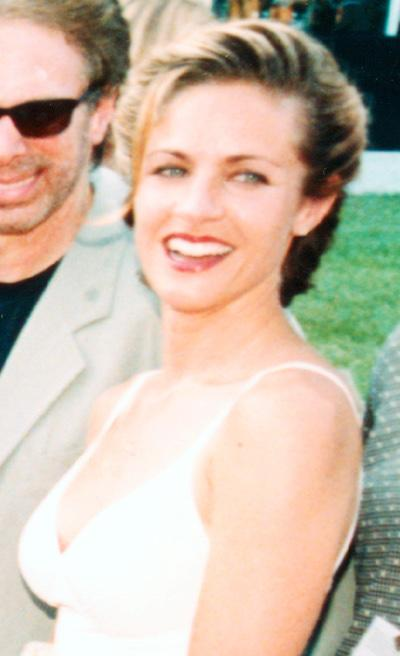
Steen en Armageddon estreno, 1998

En 1994, fue elegida como la doctora Julia Heller, una médico mejorada genéticamente, en la NBC serie de ciencia ficción Tierra 2. Si bien el programa fue cancelado en 1995 la atención interpuesto por el espectáculo le permitió a Steen apariciones especiales en otras series, incluyendo The Outer Limits, ER, Murder One, The Pretender, The Practice, Rumbo al Sur y Tocados por un ángel. En 1994 ganó el Premio Gemini como "Mejor Actriz", la versión canadiense de los Premios Emmy, por su interpretación de Nora en la película de televisión pequeños regalos. 
En 1997, fue elegida como Fiscal de distrito Elizabeth Gardner en la película de Trial and Error, trabajando con Jeff Daniels y Michael Richards quien le dio su primer beso en la pantalla. Ella se preparó para el papel con la ayuda de un amigo que estaba pasando por la escuela de leyes y viendo los argumentos de cierre de Marcia Clark durante el juicio de O. J. Simpson. Su interpretación le valió una crítica favorable de Roger Ebert en su programa de sindicado Siskel & Ebert. 
El productor Jerry Bruckheimer la recomendó para el papel del piloto del transbordador en 1998 de Armageddon, porque se acordó de su interpretación de Cpl. Caza Jennifer "Piloto" en Capitán Poder y los Soldados del Futuro. En 2004 Steen interpretó a la Dr. Elizabeth Weir en "Lost City", el final en dos capítulos de la temporada 7 de Stargate SG-1. En Stargate Atlantis su papel fue interpretado por Torri Higginson. Ella jugó un papel de liderazgo en Slap Shot 2: Rompiendo el hielo y las películas para televisión de Disney Smart House y Principal Takes A Holiday. 
Ella jugó Myra Trullo en un episodio de 2002 ("El sr. Monk y el atracador multimillonario") de Monk. Ella interpretó a un personaje recurrente en el drama criminal de la CBS NCIS, como la Agente especial Paula Cassidy, desde 2004-07. En el otoño de 2007 aterrizó y le ofrecieron papeles multi-episodio en dos series de Canadá, jPod y Heartland, ambos basados en libros de divulgación de los mismos nombres. 
En 2009, Steen apareció en seis episodios del drama policial de televisión canadiense Flashpoint (que también se transmiten por la cadena CBS en los Estados Unidos) como respuesta estratégica Unidad Especialista Donna Sabine, tomando el lugar de Julianna "Jules" Callaghan (interpretado por Amy Jo Johnson), quien recibió un disparo. Ella está jugando actualmente el mismo personaje durante un episodio de 2011, donde se casa y su marido es asesinado el mismo día. Ella repitió el papel en el episodio final de la tercera temporada. En el otoño de 2010 fue nominada para un Premio Gemini para la temporada de dos episodios.
A partir de julio de 2010, ella está filmando su cuarta temporada de Heartland en la que tiene un papel destacado como Lisa Stillman, la novia de un rico patriarca de la serie Jack Bartlett. Ella también jugó como Sheriff Adjunto Kathleen Hudak en el Supernatutal temporada 1 episodio "The Benders".

## Filmografía
| Año  | Título                             | Papel                   | Notas        |
| ---- | ---------------------------------- | ----------------------- | ------------ |
| 1981 | Threshold                          | Tracy Vrain             |              |
| 1983 | Gentle Sinners                     | Donna                   |              |
| 1986 | A Judgment in Stone                | Melinda Coverdale       |              |
| 1986 | Flying                             | Carly Simmons           |              |
| 1987 | John and the Missus                | Fe                      |              |
| 1989 | Sing                               | Hannah Gottschalk       |              |
| 1990 | Still Life: The Fine Art of Murder | Nellie Ambrose          |              |
| 1996 | Dog Watch                          | Janet                   | Video        |
| 1997 | Trial and Error                    | Elizabeth               |              |
| 1998 | Armageddon                         | Teniente Jennifer Watts |              |
| 1999 | Question of Privilege              | Andrea Roberts          |              |
| 2000 | The Ride Home                      | Clara                   | Cortometraje |
| 2001 | Apocalypse IV: Judgment            | Victoria Thorne         |              |
| 2002 | Slap Shot 2: Breaking the Ice      | Jessie Dage             | Video        |
| 2003 | Flip Phone                         | Sue                     | Cortometraje |
| 2005 | Caos                               | Karen Cross             |              |
| 2005 | Left Behind: World at War          | Carolyn Miller          |              |
| 2008 | Transit Lounge                     | Roberta                 | Cortometraje |

| Año          | Título                                  | Personaje                                         | Notes                                                      |
| ------------ | --------------------------------------- | ------------------------------------------------- | ---------------------------------------------------------- |
| 1983         | Hangin' In                              | Darcy                                             | Episodio: "I've Got a Secret"                              |
| 1983         | SCTV Channel                            | Estudiante Universitaria                          | Episode: "It's a Wonderful Film"                           |
| 1984         | When We First Met                       | Gail Pennoyer                                     | Película para TV                                           |
| 1984         | Los gemelos Edison                      | Elaine                                            | Episodio: "Enemy of Weston"                                |
| 1985         | Workin' for Peanuts                     | Mellisa Stotts                                    | Película para TV                                           |
| 1985         | Home Free                               | Hija                                              | Película para TV                                           |
| 1985         | The Littlest Hobo                       | Leslie 'Torque' Davidson                          | Episodio: "Torgue"                                         |
| 1985         | Striker's Mountain                      | Lowni Striker                                     | Película para TV                                           |
| 1985         | Night Heat                              | Michelle Parker                                   | Episodio: "The Source"                                     |
| 1986         | Night Heat                              | Angela Rivera                                     | Episodio: "Fighting Back"                                  |
| 1986         | Kay O'Brien                             | Lindsay                                           | Episodio: "Little White Lies"                              |
| 1986         | The Truth About Alex                    | Kay                                               | Película para TV                                           |
| 1986         | Los gemelos Edison                      | Elaine                                            | Episodio: "What Goes Up"                                   |
| 1986         | The Campbells                           | Amanda Sims                                       | Episodio: "Blinded by Love"                                |
| 1986         | Walt Disney's Wonderful World of Color  | Tracy Gordon                                      | Episodio: "Young Again"                                    |
| 1986         | Easy Prey                               | Wendy Robinson                                    | Película para TV                                           |
| 1987         | CBS Schoolbreak Special                 | Kate                                              | Episodio: "The Day They Came to Arrest the Book"           |
| 1987         | Alfred Hitchcock Presents               | Sally Carlyle                                     | Episodio: "Man on the Edge"                                |
| 1987         | Wiseguy                                 | Tracy Steelgrave                                  | Episodio: "Piloto"                                         |
| 1987-1988    | Capitán Poder y los Soldados del Futuro | Caza Corporal Jennifer "Piloto"                   | 22 episodios                                               |
| 1989         | C.B.C.'s Magic Hour                     | Jennifer McPhail                                  | Episodio: "High Country"                                   |
| 1989         | The Rocket Boy                          | Novia del Rocket Boy                              | Película para TV                                           |
| 1990         | Christmas in America                    | Eileen Morgan                                     | Película para TV                                           |
| 1990         | Knights of the Kitchen Table            | Marla McDermott                                   | Película para TV                                           |
| 1990         | Street Legal                            | Karen MacNeil                                     | Episodio: "Softsell"                                       |
| 1991         | The Great Pretender                     | Kate Hightower                                    | Película de TV                                             |
| 1991         | Tropical Heat                           | Patricia Poston Phd.                              | Episodio: "Dead Men Tell"                                  |
| 1991         | Loving                                  | Patricia 'Trisha' Alden Sowolsky Hartman McKenzie | Serie de TV                                                |
| 1991-1993    | Homefront                               | Linda Metcalf                                     | 42 episodios                                               |
| 1993         | Herman's Head                           | Brezo                                             | Episodio: "When Hairy Met Hermy"                           |
| 1994         | Small Gifts                             | Nora                                              | Película para TV                                           |
| 1994         | To Save the Children                    | Kathi Davidson                                    | Película para TV                                           |
| 1994-1995    | Tierra 2                                | Dr. Julia Heller                                  | 21 episodios; protagonista                                 |
| 1996         | ER                                      | Karen Hardy                                       | Episodio: "True Lies"                                      |
| 1996         | The Outer Limits                        | Gina Beaumont                                     | Episodio: "The Refuge"                                     |
| 1997         | Murder One                              | Paige Weikopf                                     | 4 episodios                                                |
| 1997         | Touched by an Angel                     | Sarah Bingham                                     | Episodio: "Full Moon"                                      |
| 1998         | Principal Takes a Holiday               | Celia Shine                                       | Película Para TV                                           |
| 1999         | The Pretender                           | Rachel                                            | Episodio: "The Assassin"                                   |
| 1999         | Rumbo al Sur                            | Constable Maggie MacKenzie                        | Episodio: "Hunting Season"                                 |
| 1999         | Smart House                             | Sara Barnes                                       | Película para TV                                           |
| 1999         | The Practice                            | Brianna Hatfield                                  | Episodio: "Marooned"                                       |
| 1999         | The Outer Limits                        | Stephanie Sawyer                                  | Episodio: "Essence of Life"                                |
| 2000         | On Hostile Ground                       | Allison Beauchamp                                 | Película para TV                                           |
| 2000         | The Outer Limits                        | Kathrine                                          | Episodio: "The Grid"                                       |
| 2001         | The Practice                            | Dr. Sarah Ford                                    | Episodio: "Inter Arma Silent Leges"                        |
| 2002         | Society's Child                         | Terry Best                                        | Película para TV                                           |
| 2002         | Untitled Secret Service Project         | Maureen Gage                                      | Película para TV                                           |
| 2002         | Monk                                    | Myra Teal                                         | Episodio: "El sr. Monk y el atracador multimillonario"     |
| 2002         | The Pact                                | Det. Anne-Marie Marrone                           | Película para TV                                           |
| 2003         | The Paradise Virus                      | Susan Holme                                       | Película para TV                                           |
| 2003         | L.A. Dragnet                            | Amy Wenzel                                        | Episodio: "The Cutting of the Swath"                       |
| 2003         | Mutant X                                | Dr. Sara Stanton                                  | Episodio: "The Taking of Crows"                            |
| 2003-2005    | NCIS                                    | NCIS Special Agent Paula Cassidy                  | 5 episodios                                                |
| 2004         | Stargate SG-1                           | Dr. Elizabeth Weir                                | Episodio: "Lost City: Part 1" Episode: "Lost City: Part 2" |
| 2004         | Nip/Tuck                                | Amy Connors                                       | Episodio: "Kimber Henry"                                   |
| 2005         | Charmed                                 | Ruth Brody                                        | Episodio: "Ordinary Witches"                               |
| 2005         | Kojak                                   | Kate                                              | Episodio: "Piloto"                                         |
| 2005         | Eyes                                    | Holly Gibson                                      | Episodio: "Shots"                                          |
| 2005         | Killer Instinct                         | Dr. Francine Klepp                                | 7 episodios                                                |
| 2006         | Supernatural                            | Funcionario de Kathleen                           | Episodio: "The Benders"                                    |
| 2006         | CSI: Crime Scene Investigation          | Donna Basset                                      | Episodio: "Toe Tags"                                       |
| 2006         | Rapid Fire                              | Linda                                             | Película para TV                                           |
| 2007         | NCIS                                    | NCIS Special Agent Paula Cassidy                  | Episodio "Grace Period"                                    |
| 2007–present | Heartland                               | Lisa Stillman                                     | 39 episodios                                               |
| 2008         | Canooks                                 | Katherine 'Kat' Baines                            | Episodio: "Piloto" Episodio: "The City LA"                 |
| 2008         | jPod                                    | Freedom                                           | 3 episodios                                                |
| 2008         | Vipers                                  | Dr. Collins                                       | Película para TV                                           |
| 2009         | My Nanny's Secret                       | Julia                                             | Película para TV                                           |
| 2009-2011    | Flashpoint                              | Donna Sabine                                      | 10 episodios                                               |
| 2012         | Republic of Doyle                       | Sonja Sterling                                    | 3 episodios                                                |
| 2012         | Bullet in the Face                      | Eva Braden                                        | 6 episodios                                                |